# Fuensalida
Fuensalida es un municipio y localidad española de la provincia de Toledo, en la comunidad autónoma de Castilla-La Mancha. Cuenta con una población de 12 508 habitantes (INE 2024).

## Toponimia
El término Fuensalida es un compuesto de fuente, que deriva del latín fonte, 'manantial que brota de la tierra', y de salida del verbo salir, del latín salire, 'saltar'. Es muy probable que el sentido de este topónimo sea el de un manantial del que brotara agua en abundancia.

## Geografía
El municipio se encuentra situado sobre una colina de corta elevación, con horizonte despejado, en la comarca de Torrijos. Linda con los términos municipales de Santa Cruz del Retamar y Las Ventas de Retamosa al norte, Camarena, Arcicóllar y Camarenilla al este, Villamiel de Toledo y Huecas al sur, y Santa Cruz del Retamar, Novés y Portillo de Toledo al oeste, todos de Toledo. 

## Historia

### Edad Media
Fuensalida tiene su origen en una pequeña alquería, donde vivían los mozárabes encargados del cultivo de las tierras de los alrededores. En torno a aquellas casas se fueron edificando otras de un modo paulatino hasta formar una aldea con una iglesia y una sinagoga.

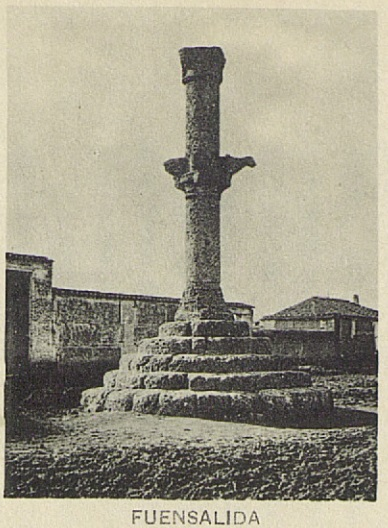
Rollo de la localidad

En plena Edad Media con una sociedad feudal y la península ibérica dividida en varios reinos, la localidad de Fuensalida comienza a aparecer en diferentes documentos. Es en 1404 cuando Costanza, hija de Fernán García de Fuensalida, vende a Pedro López de Ayala y Guzmán todas sus tierras de Fuensalida, con su jurisdicción. Esta venta determinará fuertemente el futuro de esta localidad, ya que los López de Ayala, en los próximos siglos dueños de la práctica totalidad de sus tierras, ligarán el apogeo de su casa al de Fuensalida.
Entre los años 1232 y 1435, año en que Pedro de Ayala y su mujer Elvira de Castañeda, fundan su mayorazgo en favor de su hijo Pedro López de Ayala y Castañeda, Fuensalida pasa de ser una insignificante alquería a un pueblo, pequeño, pero con una población más numerosa formada por dos comunidades diferentes, cristianos y judíos. Fecha significativa es el 10 de abril de 1445, cuando Juan II de Castilla, dona el señorío de Fuensalida a Pedro López de Ayala, como pago de sus servicios. En 1470, Enrique IV de Castilla, en agradecimiento al apoyo prestado por Pedro López de Ayala y Castañeda le otorga la denominación de villa a Fuensalida, la posesión de la misma, y para él y sus sucesores, el título de conde de Fuensalida.

### Edad Moderna
Es el siglo XVI el de mayor auge para la villa de Fuensalida; es cuando se realizan prácticamente todos los edificios de alguna importancia y también su distribución urbanística. En esta época aumenta la población, llegando a ser en 1576 de 800 vecinos, cifra únicamente superada en el siglo XX. Muerto Enrique IV de Castilla en 1474, la proclamación de los Reyes Católicos tuvo en Toledo uno de sus apoyos más rápidos en la casa de Juan de Silva, conde de Cifuentes, enemigo de los López de Ayala, quienes quedan en una situación difícil. El inicio del fin de las rencillas entre la nobleza se logra en este reinado, durante el cual gobierna la villa de Fuensalida, el tercer conde de Fuensalida, Pedro López de Ayala y Carrillo. La actuación de este conde sirvió de tránsito entre los siglos XV y XVI y este fue la persona que ejerció mejor influencia en la localidad, preocupándose por su progreso.
El quinto conde de Fuensalida (1537-1599), Pedro López de Ayala y Manrique de Lara, desarrolló durante toda su vida una honda preocupación por mejorar su localidad. Entre las mejoras que procuró a la villa, ordenó el inventario de los bienes del convento del Espíritu Santo. Construyó un modesto convento, el de Nuestra Señora de la Misericordia de Frailes Descalzos de San Francisco, edificado en 1574. También fundó el colegio de San Pedro del Espíritu Santo, para jóvenes que quisieran seguir la carrera de humanidades. Una de sus últimas preocupaciones fue la de traer agua a la plaza del Conde. En 1595, mandó traer un fontanero de El Escorial para que estudiara la posibilidad de la conducción de agua hasta esta plaza. Este ejemplo demuestra la preocupación de este conde por la forma de vida de sus gentes. Aumentó sus bienes y sus rentas, pero también hizo que su autoridad y reputación se acrecentasen. A su muerte, a finales del siglo XVI, Fuensalida está totalmente consolidada. Desde el punto de vista económico, a la agricultura se le suma una incipiente industria formada por algunos telares de estameña y varios alfares.
Durante los siglos siguientes, se inicia el declive de la villa, cuya historia discurre paralela a la de España. Durante el reinado de Felipe III, la expulsión de los moriscos debilita el número de la población, ya que deben alistarse al ejército regular para rechazar la ofensiva morisca. Por su parte, los condes de Fuensalida fueron arrendando las propiedades que habían adquirido durante los siglos anteriores.
En el siglo XVIII, con el cambio de dinastía y el nuevo sistema político, se inicia un pequeño resurgir. Aunque en Fuensalida, sus habitantes están más preocupados por el bajo rendimiento de sus tierras que por la Guerra de Sucesión. Durante este siglo, sus gentes se preocupaban de buscar nuevas ocupaciones que les ayudasen a soportar su menguada economía. En 1795 había 75 telares de damasco, y una caldera de jabón.

### Edad Contemporánea
Hacia mediados del siglo XIX, la villa tenía contabilizada una población de 2739 habitantes. Con las desamortizaciones del siglo XIX, Fuensalida vende algunas de sus tierras, en su mayoría a propietarios de Madrid y Toledo. Ya en el siglo XX, se inician los cambios que convulsionaron el mundo en este siglo. Como ejemplo, la luz eléctrica llega a Fuensalida en 1914. En 1915 se construye el matadero municipal, que en la actualidad está en desuso y sirve como Archivo Municipal. Se construyó el puente de Villamocén y el templete de la música en la Glorieta. Son años de progreso en Fuensalida. La industria y la agricultura se benefician del cierre de mercados europeos a consecuencia de la I Guerra Mundial.
La guerra civil española, la posguerra, la dictadura y la transición provocan en la localidad los mismos cambios que en el resto de España. La industria del calzado comenzó bien entrado el siglo XX, como pequeños talleres casi familiares, que poco a poco fueron creciendo tanto en número como en producción, convirtiendo a Fuensalida en la primera productora del sector en la provincia de Toledo, puesto que aún ostenta. El 5 de febrero de 2013, el gas natural llega a Fuensalida.

## Demografía
Cuenta con una población de 12 508 habitantes (INE 2024).
| Gráfica de evolución demográfica de Fuensalida entre 1842 y 2021                                                      |
| |
| Población de derecho según los censos de población del INE. Población de hecho según los censos de población del INE. |

## Economía
Posee diversas fábricas dedicadas a la elaboración y distribución de calzado, contando con un centro tecnológico especializado para dicho sector (ASIDCAT) y de muebles de madera tradicionales de la provincia de Toledo. Las tierras circundantes son ricas en olivares, con una almazara productora de aceite de oliva virgen en el propio pueblo, y en viñas, con varias bodegas y cooperativas vitivinícolas pertenecientes a la Denominación de origen Méntrida. 

## Administración
| Periodo   | Nombre                                | Partido |
| --------- | ------------------------------------- | ------- |
| 1979-1983 | Gonzalo García Ferrero                | UCD     |
| 1983-1987 | Alejandro González Díaz               | AP      |
| 1987-1991 | Alejandro González Díaz               | PP      |
| 1991-1995 | Alejandro González Díaz               | PP      |

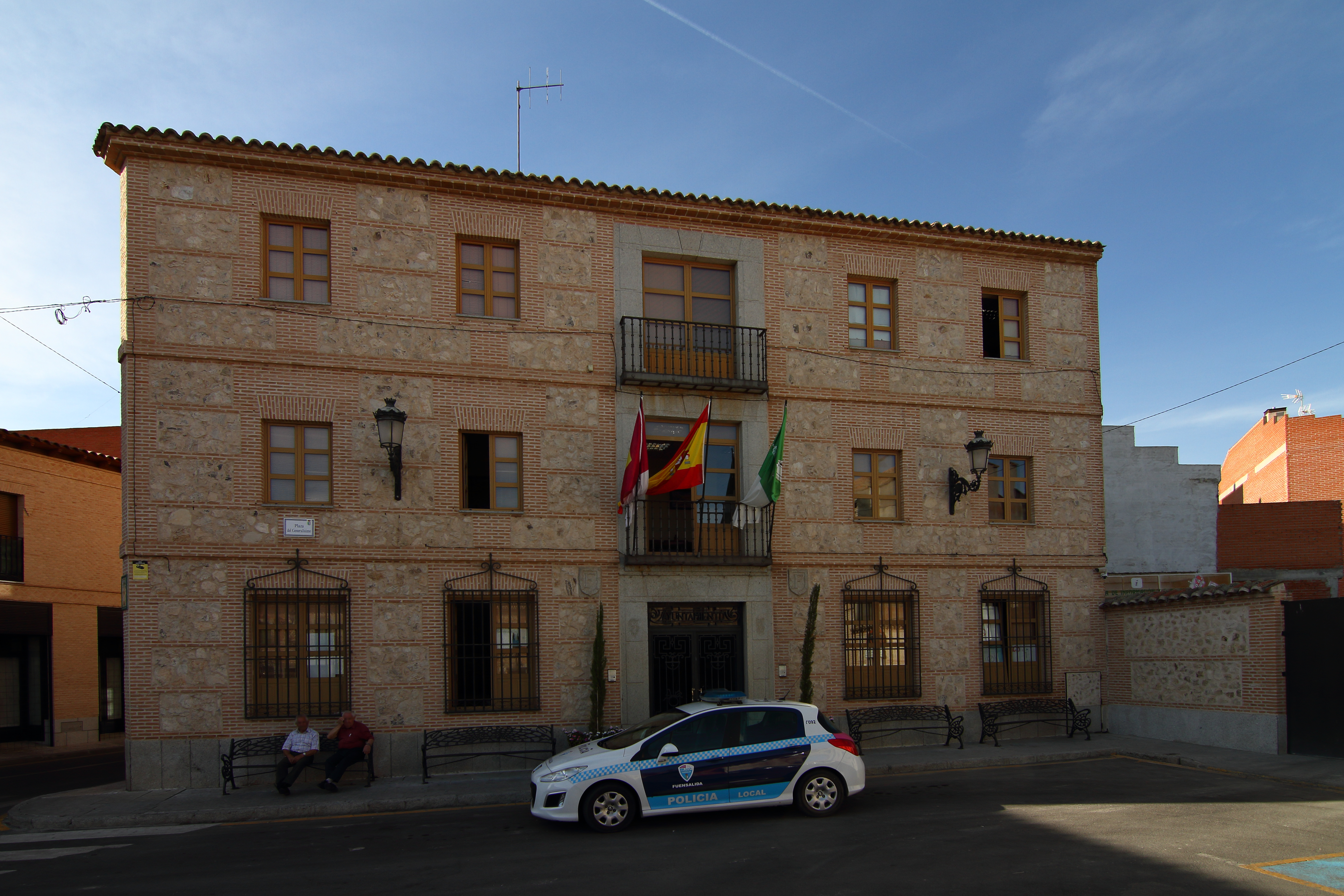
Sede del Ayuntamiento de Fuensalida

| 1995-1999 | José Julián Gómez-Escalonilla Tenorio | PP      |
| 1999-2003 | José Julián Gómez-Escalonilla Tenorio | PP      |
| 2003-2007 | Víctor Manuel Fernández Benito        | PP      |
| 2007-2011 | Víctor Manuel Fernández Benito        | PP      |
| 2011-2015 | Mariano Alonso Gómez                  | PP      |
| 2015-2019 | Mariano Alonso Gómez                  | PP      |
| 2019-2023 | Santiago Vera Díaz-Cardiel            | PSOE    |
| 2023-act. | José Jaime Alonso Díaz-Guerra         | PP      |

Tras las elecciones municipales de España de 2019, ganó el Partido Socialista de Fuensalida y terminó así con treinta y seis años de gobiernos ininterrumpidos del Partido Popular de Fuensalida y fue la primera vez que gobernaba un partido de izquierdas. El PSOE gobernó gracias al acuerdo con Ciudadanos. Fue la primera vez que el PP pasaba a la oposición y que el PSOE pasaba al gobierno.
En las elecciones municipales del 28 de mayo de 2023 el Partido Popular consiguió de nuevo la victoria, en esta ocasión por mayoría absoluta.

## Patrimonio
- Ermita de la Soledad.
- Ermita de San Antonio Abad.

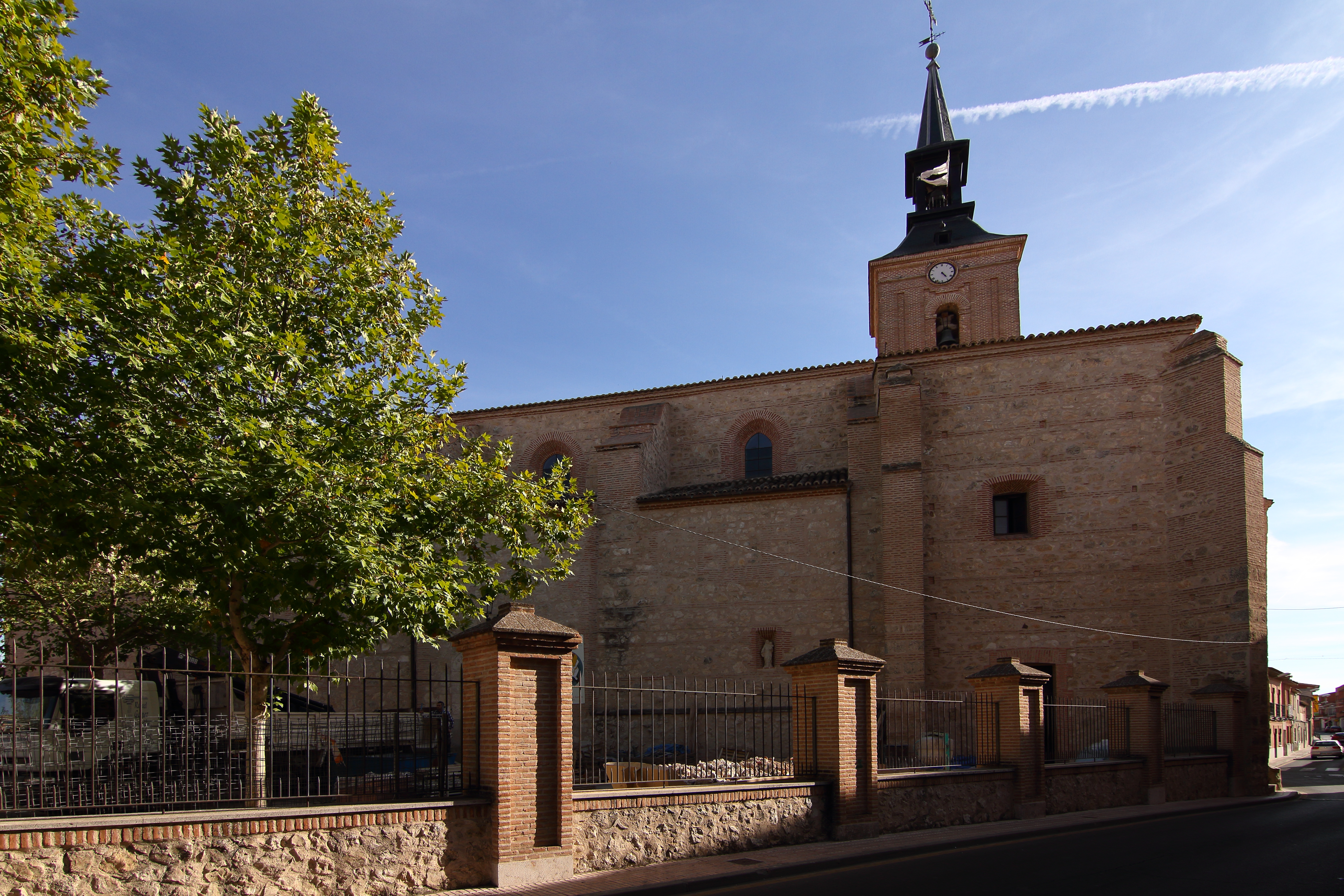
Iglesia de San Juan Bautista

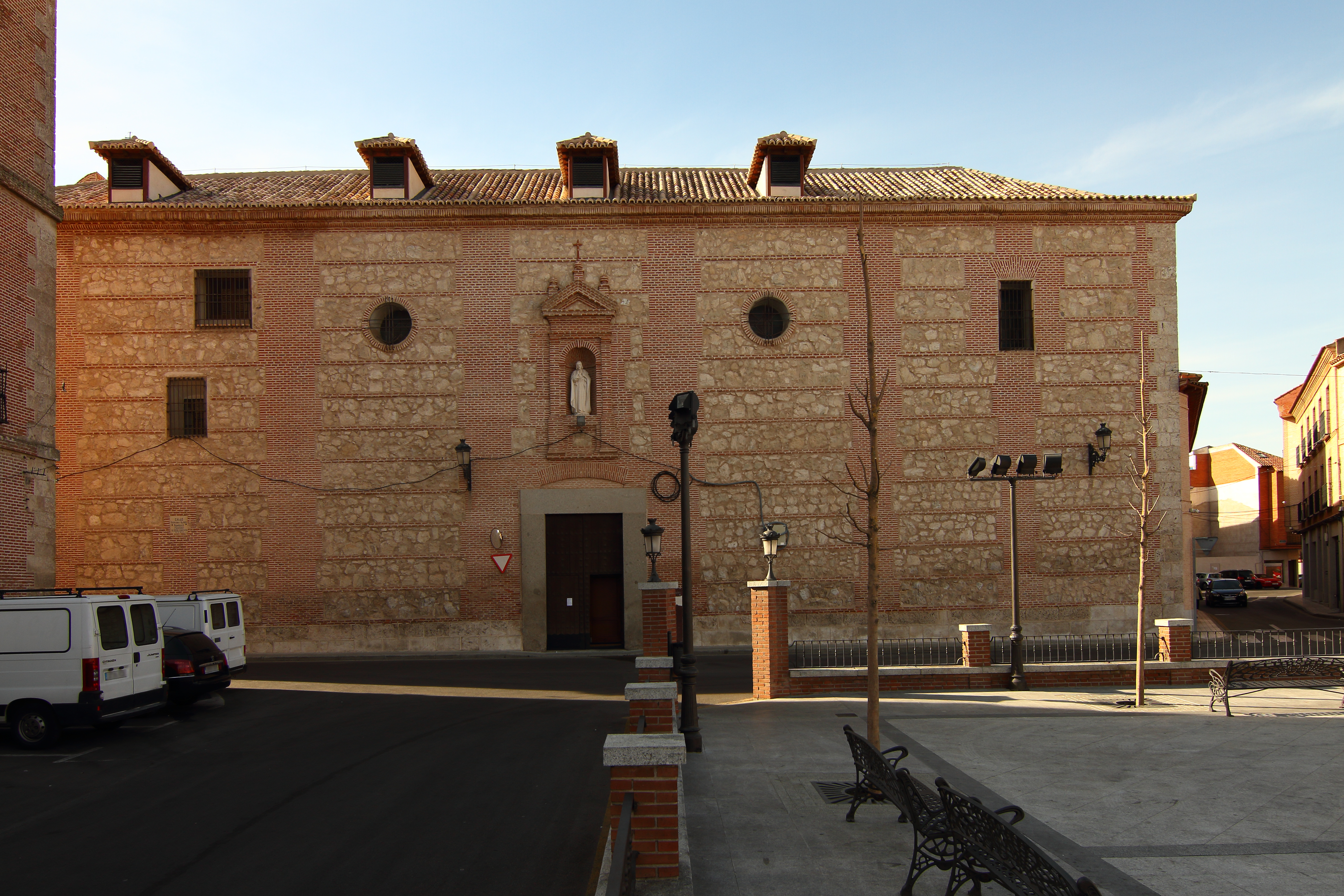
Monasterio de las M.M. Franciscanas

- Iglesia parroquial de San Juan Bautista.
- Monasterio del Espíritu Santo.
- Palacio de los Condes de Fuensalida.
- Rollo de justicia o picota.

## Fiestas
- 3 de febrero: San Blas. Destacan las seguidillas en honor al patrón que se bailan en la procesión.
- Semana Santa. Declarada de interés turístico regional.
- 14 de septiembre: Santísimo Cristo del Olvido.
- Tercer domingo de septiembre: Virgen de la Soledad.
- Octubre: Remate de la Vendimia. Se realiza al finalizar la vendimia. Se realizan bailes y cantos tradicionales.

## Medios de comunicación
- Fuensalida Radio